# Szpica (wojsko)
Szpica – element ubezpieczenia marszowego, którego zadaniem jest osłona kolumny maszerujących wojsk przed zaskakującym uderzeniem wroga.
Szpica ma zazwyczaj siłę od plutonu do wzmocnionej kompanii. Jej zadaniem jest zniszczenie nieprzyjaciela lub zajęcie pozycji, umożliwiających siłom głównym przejście z ugrupowania  marszowego w bojowe i podjęcie walki. 
Szpice dzieli się na:
- czołową – podążającą ok. 5–10 km przed siłami głównymi awangardy[2]

Szpicę czołową w sile wzmocnionej kompanii wysyła się w celu rozpoznania drogi marszu, przyległego terenu, zabezpieczenia nakazanego tempa marszu oraz zabezpieczenia rozwinięcia i wejścia do walki sił głównych awangardy lub oddziału. Od czoła szpica ubezpiecza się patrolem czołowym, który wysyła na odległość do 3 km. W zależności od potrzeb może ze skrzydła ubezpieczyć się patrolem bocznym, który wysyła na odległość do 3 km.
- tylną – podążającą za kolumną (za ariergardą), zabezpieczającą przed atakiem od tyłu, a w przypadku odwrotu – spowalniającą działania wroga i umożliwiającą marsz kolumny sił głównych
- boczne – zabezpieczające kolumnę z boku przez podążanie równolegle do niej lub (stała szpica boczna) zajęcie pozycji obronnej na kierunku szczególnie narażonym na uderzenie nieprzyjaciela, aż do czasu gdy kolumna minie tę pozycję (wówczas oddział dołącza do kolumny).

Szpice ubezpieczają własne pozycje wysyłając patrole.